# Сімон Теродде
Сімон Теродде (нім. Simon Terodde, нар. 2 березня 1988, Бохольт) — німецький футболіст, нападник клубу «Шальке 04».
Виступав, зокрема, за клуби «Бохум» та «Уніон» (Берлін).

## Ігрова кар'єра
Народився 2 березня 1988 року в місті Бохольт.
У дорослому футболі дебютував 2007 року виступами за команду клубу «Дуйсбург», в якій провів два сезони, взявши участь лише у 2 матчах чемпіонату. Паралельно грав за другу команду «Дуйсбурга».
Своєю грою за останню команду привернув увагу представників тренерського штабу клубу «Кельн», до складу якого приєднався 2009 року. Відіграв за кельнський клуб наступні три сезони своєї ігрової кар'єри.
Протягом 2012—2014 років захищав кольори клубу «Уніон» (Берлін).
До складу «Бохума» приєднався 2014 року. Відіграв за бохумський клуб 62 матчі в національному чемпіонаті, а в сезоні 2015/16 став з 25 голами найкращим бомбардиром Другої Бундесліги.
Влітку 2016 перейшов до «Штутгарт». З новим клубом став другий сезон поспіль найкращим бомбардиром Другої Бундесліги та допоміг клубу здобути підвищення в класі. Однак наступного сезону не зміг підтвердити результативність у Бундеслізі: лише 2 голи в 15 матчах.
У січні 2018 перейшов до «Кельна», який боровся за виживання в Бундеслізі (та в підсумку програв боротьбу). У сезоні 2018/19 втретє став найкращим бомбардиром Другої Бундесліги, забивши 29 голів.